# Jermuk (bebida)

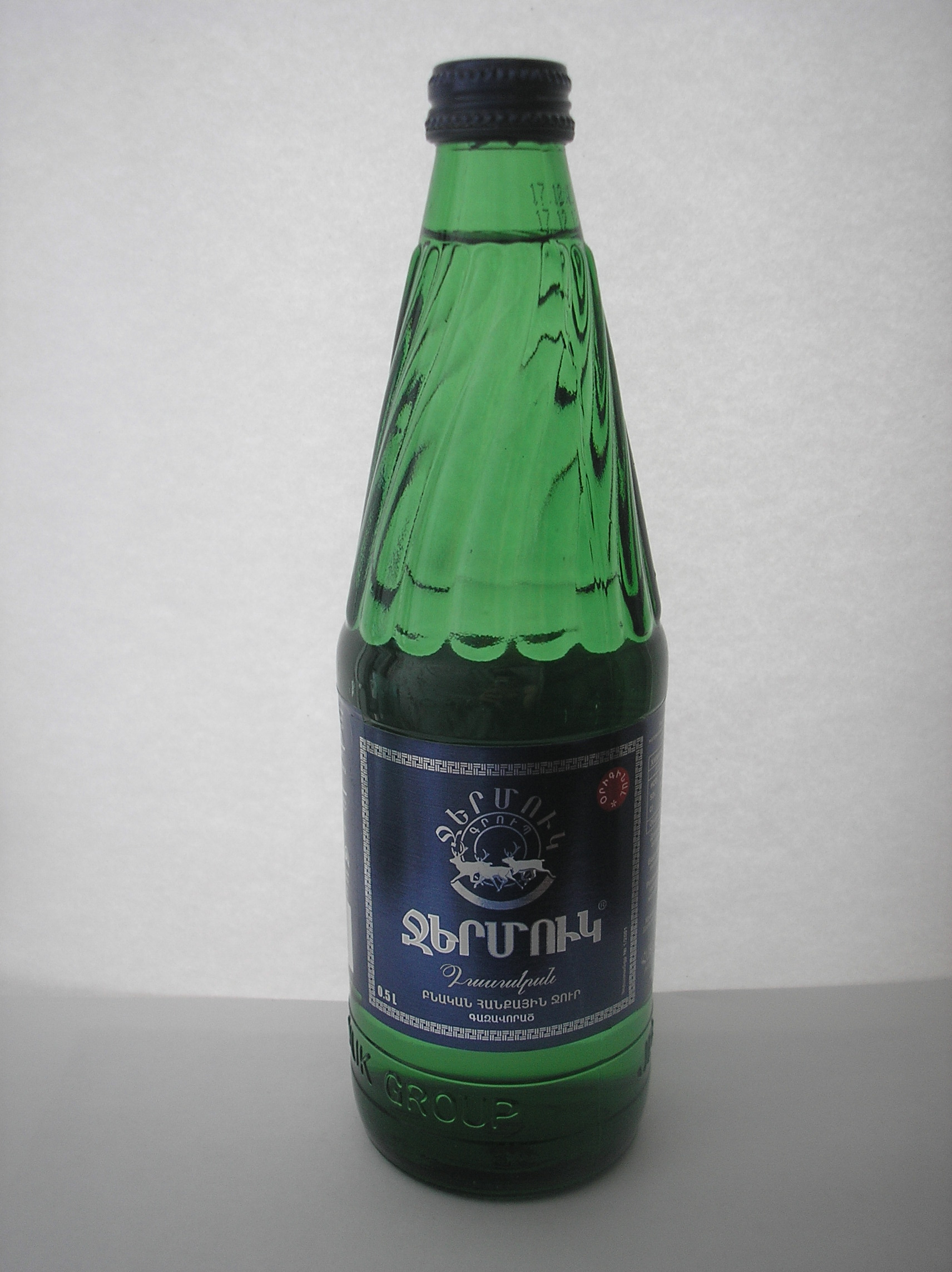
Botella de agua mineral de la marca Jermuk

Jermuk (armenio: Ջերմուկ) es la marca de un agua mineral embotellada, que es originaria de la ciudad de Jermuk en Armenia que se embotella desde el año 1951.

## Polémica
El 7 de marzo de 2007, cientos de botellas tuvieron que ser devueltas cuando en Estados Unidos el FDA detectó grandes cantidades de arsénico - una toxina conocida como carcinógena - procedente de los test realizados a diferentes botellas. Los test de la FDA probaron que existía entre 500 – 600 microgramo de arsénico por litro, lo que sobrepasaba con creces el límite de la FDA y de WHO de 10 microgramos de arsénico por litro de agua. A pesar de esta retirada de botellas no hubo envenenamiento, hubo otros mercados que retiraron las botellas en Hong Kong, Chipre y en los Emiratos Árabes Unidos.